# 武希巴納尼
18°49′10″S 49°04′25″E / 18.81944°S 49.07361°E

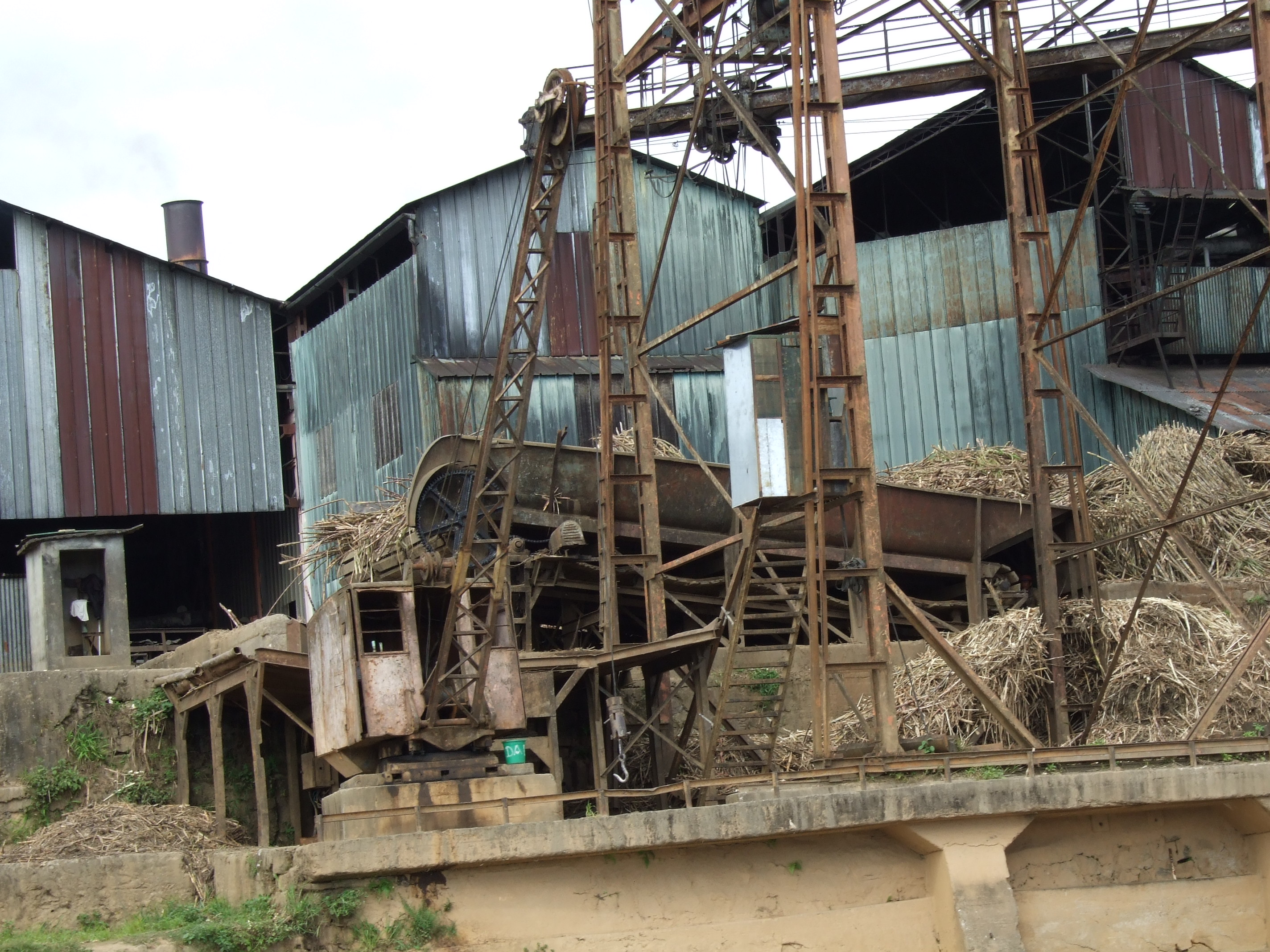
武希巴納尼的糖廠

武希巴納尼，是馬達加斯加的城鎮，位於該國東部，由阿齊那那那區負責管轄，是武希巴納尼區的首府，處於首都塔那那利佛以東220公里，2005年人口23,516。